# جيمس إم. كلارك
جيمس إم. كلارك هو ضابط وسياسي أمريكي، ولد في 12 يونيو 1917 في مانشستر في الولايات المتحدة، وتوفي في 13 أبريل 1999 في فيرفيو في الولايات المتحدة. نشط حزبياً في الحزب الديمقراطي.

## مناصب
- انتخب عضو مجلس النواب الأمريكي عن دائرة North Carolina's 11th congressional district [الإنجليزية]‏ وقد انضم خلال فترته النيابية [الإنجليزية]‏ (3 يناير 1983 – 3 يناير 1985) للكتلة البرلمانية الحزب الديمقراطي.
- انتخب عضو مجلس النواب الأمريكي عن دائرة North Carolina's 11th congressional district [الإنجليزية]‏ وقد انضم خلال فترته النيابية [الإنجليزية]‏ (3 يناير 1989 – 3 يناير 1991) للكتلة البرلمانية الحزب الديمقراطي.
- انتخب عضو مجلس النواب الأمريكي عن دائرة North Carolina's 11th congressional district [الإنجليزية]‏ وقد انضم خلال فترته النيابية [الإنجليزية]‏ (3 يناير 1987 – 3 يناير 1989) للكتلة البرلمانية الحزب الديمقراطي.
- انتخب عضو مجلس ولاية كارولاينا الشمالية ‏.
- انتخب عضو مجلس نواب كارولينا الشمالية ‏.
- انتخب عضو مجلس النواب الأمريكي.